# Edna Sherry
Edna Sherry, pseudonimo di Edna Solomon (Cincinnati, 28 novembre 1885 – New York, 4 febbraio 1967), è stata una scrittrice e commediografa statunitense Fu soprattutto autrice di romanzi gialli, i più celebri dei quali sono Girl Missing e la sua prima opera So che mi ucciderai.

## Opere (parziale)

### Romanzi
- So che mi ucciderai (Sudden Fear) (1948)
- No Questions Asked (1949)
- Backfire (1956)
- Tears for Jessie Hewitt (1958)
- Defense Does not Rest (1959)
- The Survival of the Fittest (1960)
- Call the Witness (1961)
- Girl Missing (1962)
- Strictly a Loser (1965)

### Testi teatrali
- Guilty (1923)

## Al cinema
Nel 1952 da Sudden Fear il regista David Miller trasse il film So che mi ucciderai che ottenne due candidature al premio Oscar.